# Schizanthus parvulus
Schizanthus parvulus là loài thực vật có hoa trong họ Cà. Loài này được Sudzuki miêu tả khoa học đầu tiên năm 1945.